# Automorfismo
In matematica, un automorfismo è un isomorfismo di un oggetto matematico in sé stesso. È, in un certo senso, una simmetria dell'oggetto, e un modo di mappare l'oggetto in sé stesso preservando tutte le sue strutture caratteristiche. L'insieme di tutti gli automorfismi di un oggetto forma un gruppo rispetto alla composizione di funzioni, detto gruppo di automorfismi. È, informalmente, il gruppo di simmetria dell'oggetto.

## Definizione
La definizione esatta di automorfismo dipende dal tipo di "oggetto matematico" in questione e che cosa precisamente costituisce un "isomorfismo" di tale oggetto. L'ambiente più generale in cui queste parole hanno senso è una branca astratta della matematica chiamata teoria delle categorie. La teoria delle categorie si occupa di oggetti astratti e dei morfismi fra tali oggetti.
Nella teoria delle categorie, un automorfismo è un endomorfismo (cioè un morfismo di un oggetto in sé stesso) che è anche un isomorfismo (nel senso della teoria delle categorie). Questa è una definizione molto astratta, poiché in teoria delle categorie i morfismi non sono necessariamente funzioni e gli oggetti non sono necessariamente insiemi. In ambienti più concreti comunque gli oggetti sono insiemi con qualche struttura addizionale e i morfismi sono funzioni che preservano tale struttura.
Nel contesto dell'algebra astratta, ad esempio, un oggetto matematico è una struttura algebrica, come un gruppo, un anello o uno spazio vettoriale. Un isomorfismo è semplicemente un omomorfismo biiettivo. (Ovviamente la definizione di omomorfismo dipende dal tipo di struttura algebrica; vedi ad esempio omomorfismo di gruppi, omomorfismo di anelli, e operatore lineare.)

## Gruppo di automorfismi
L'insieme degli automorfismi di un oggetto X forma un gruppo rispetto all'operazione di composizione di morfismi. Questo gruppo è detto gruppo di automorfismi di X. Si può vedere facilmente che è un gruppo:
- Chiusura: la composizione su due endomorfismi è un altro endomorfismo.
- Associatività: la composizione di morfismi è associativa per definizione.
- Elemento neutro: l'elemento neutro è il morfismo identico di un oggetto in sé stesso, che esiste per definizione.
- Inverso: per definizione ogni isomorfismo ha un isomorfismo inverso, e poiché l'inverso è ancora un endomorfismo dell'oggetto su sé stesso, è un automorfismo.

Il gruppo di automorfismi di un oggetto X di una categoria C è denotato da AutC(X), o semplicemente da Aut(X) se la categoria è chiara dal contesto.

## Esempi
- Nella teoria degli insiemi, un automorfismo di un insieme X è una permutazione arbitraria degli elementi di X. Il gruppo di automorfismi di X è detto anche gruppo simmetrico su X.

- Il gruppo degli automorfismi di un gruppo {\displaystyle G} è formato da tutti gli isomorfismi di {\displaystyle G} in sé stesso. Gli automorfismi interni di un gruppo formano un sottogruppo del gruppo degli automorfismi, isomorfo al gruppo quoziente di {\displaystyle G} rispetto al suo centro.

- In algebra lineare, un endomorfismo di uno spazio vettoriale V è un operatore lineare V → V. Un automorfismo è un operatore lineare invertibile su V. Il gruppo di automorfismi di V è proprio il gruppo lineare generale, GL(V).

- Un automorfismo di campi è un omomorfismo di anelli biiettivo di un campo su sé stesso. Nel caso dei numeri razionali, {\displaystyle \mathbb {Q} }, o dei numeri reali, {\displaystyle \mathbb {R} }, non esiste nessun automorfismo di campi non banale. Nel caso dei numeri complessi, {\displaystyle \mathbb {C} }, esiste un unico automorfismo non banale che manda {\displaystyle \mathbb {R} } in {\displaystyle \mathbb {R} }: la coniugazione complessa, ma esiste un numero infinito di automorfismi "selvaggi" (vedi la pubblicazione di Yale in bibliografia).  Gli automorfismi di campi sono importanti per la teoria delle estensioni di campi, in particolare per le estensioni di Galois. Nel caso di una estensione di Galois L/K il sottogruppo di tutti gli automorfismi di L che mandano ogni elemento di K in sé stesso è detto gruppo di Galois dell'estensione.

- L'insieme degli interi, {\displaystyle \mathbb {Z} }, considerato come un gruppo additivo, ha un unico automorfismo non banale: la negazione. Considerato come un anello, invece, ha solo l'automorfismo banale. Parlando in generale, la negazione è un automorfismo per ogni gruppo abeliano, ma non per un anello o per un campo.

- Nella teoria dei grafi un automorfismo di un grafo è una permutazione dei nodi che preserva gli archi e i non archi. Dunque due nodi sono collegati da un arco se e solo se lo sono le loro immagini mediante la permutazione data.

- Nella teoria degli ordini, vedi automorfismo d'ordine.

- Un automorfismo di una varietà differenziale M è un diffeomorfismo di M in sé stesso. Il gruppo di automorfismi è talvolta indicato con Diff(M).

- Nella geometria riemanniana un automorfismo è un'auto-simmetria. Il gruppo di automorfismi in questo caso è indicato anche con il nome di gruppo di isometrie.

- Nella categoria delle superficie di Riemann un automorfismo è un'applicazione biiettiva olomorfa (detta anche mappa conforme) di una superficie in sé stessa. Ad esempio gli automorfismi della sfera di Riemann sono le trasformazioni di Möbius.

## Automorfismi interni ed esterni
In alcune categorie - specialmente gruppi, anelli, e algebre di Lie - è possibile separare gli automorfismi in due classi:
- automorfismi interni
- automorfismi esterni

La prima corrisponde agli automorfismi derivanti dalla coniugazione attraverso elementi dell'oggetto stesso, la seconda a tutti gli altri automorfismi.
Nella teoria dei gruppi, per esempio, sia a un elemento di un gruppo G. La coniugazione per a è l'omomorfismo di gruppo φa :  G → G dato da φa(g) = aga−1. Si può facilmente controllare che la coniugazione per a è effettivamente un automorfismo di gruppo. Un "automorfismo interno" è quindi un automorfismo corrispondente alla coniugazione per un certo elemento a. L'insieme di tutti gli automorfismi interni forma un sottogruppo normale di Aut(G), denotato da Int(G). Il gruppo quoziente Aut(G) / Int(G) è normalmente indicato da Out(G).
La stessa definizione vale in ogni anello unitario oppure algebra dove a è un qualsiasi elemento invertibile. Per le algebre di Lie la definizione è leggermente differente.